# Marianne Fredriksson
Pour les articles homonymes, voir Fredriksson.
Marianne Fredriksson née Persson, (28 mars 1927 à Göteborg - 11 février 2007 à Österskär (en)) est une écrivaine suédoise. 

## Biographie
Avant d'être romancière, elle a été journaliste pour différents journaux et magazines suédois, dont le Svenska Dagbladet. Elle prend sa retraite en 1987, ce qui lui permet de se consacrer entièrement à l'écriture de ses romans.
Marianne Fredriksson a été traduite dans 47 langues et a vendu 17 millions de livres, surtout en Scandinavie, en Allemagne et aux Pays-Bas. La plupart de ses romans ont été traduits en anglais et en allemand mais il existe encore peu de traductions françaises. Hanna et ses filles est son œuvre la plus connue.

## Œuvres
- 1975 - Kärlek, jämlikhet, äktenskap?: om pojkar, flickor, kärlek, parbildning, könsroller (avec Britta Hansson)
- 1980 - Evas bok
- 1981 - Kains bok
- 1983 - Noreas saga
- 1985 - Paradisets barn
- 1985 - Simon och ekarna (Simon et les chênes, 2000, Ramsay)
- 1988 - den som vandrar om natten...
- 1989 - Gåtan
- 1990 - Syndafloden
- 1992 - Blindgång
- 1993 - På akacians villkor. Att bygga och bo i samklang med naturen (avec Bengt Warne)
- 1993 - Om kvinnor vore kloka skulle världen stanna
- 1994 - Anna, Hanna och Johanna (Hanna et ses filles, 1999, Ramsay)
- 1997 - Enligt Maria Magdalena
- 1997 - De elva sammansvurna
- 1999 - Flyttfåglar (Inge et Mira, 2001, Ramsay)
- 2001 - Älskade barn (Le Pouvoir des mères, 2004, éditions Jean-Claude Lattès)
- 2004 - Skilda verkligheter
- 2006 - Ondskans leende